# Gelede Tram Lang
A Gelede Tram Lang (holland „tagolt, hosszú villamos”) egy villamosmárka, melyet a Hágai Közlekedési Társaság közlekedtet Hágában és környékén. Érdekessége, hogy a sorozat nem minden tagja teljes mértékben új szerkezet, hanem korábbi sorozatok alkatrészeinek felhasználásával építették a belgiumi Bruggében.

## A GTL
A hétköznapi GTL elnevezés a Gelede Tram Lang név rövid változata. A villamos mtorját a Charleroiban székelő  ACEC (ma Alston) készítette, a elektromos részeket a HOLEC (ma ez is az Alstom cég része). A (3000-es sorozatú) GTL-villamos 28,6 méter hosszú és az 1980-as években Hollandia leghosszabb villamosának számított. Az átlagos forgóváztávolság mintegy 7,2 méter.

### A GTL-8-I
1981 és 1984 között a bruggei La Brugeoise et Nivelles (BN - ma: Bombardier) 100 darab GTL-8-as típusú villamost készített a Hágai Közlekedési Társaság számára.
Eredetileg 65 darab GTL-t szándékoztak átadni a 3001-3065-ös sorozatból. Azért készültek, hogy helyettesítsék az 1952-ben készült PCC 1003-1024-es sorozatú modelleket. A Közlekedési Társaság eredetileg 35 darab régi villamost szeretett volna felújítani, de végül még 35 villamost rendelt a viszonylag drága felújítás helyett. A Közlekedési és Vízügyi Minisztérium ehhez nem adta beleegyezését, ezért a Társaság azt javasolta, hogy a régi 1300/2100-as sorozatú PCC-kocsik elektromotorját a 3066-3100-as sorozatú GTL-kocsik építésekor használják fel. Az 1300/2100-as-sorozat régebbi B3-as forgóvázat kaptak az 1963-ból származó 1201-1240-es sorozatszámú PCC-kocsikból, valamint 30 kocsi BN-forgóvázat az 1957-1958-as 1100-sorozatból. Ezek után a Minisztériumtól zöld utat kaptak.
A 100 darab GTL-villamos Hága városának adták át. A GTL 3022-es a Hobbemapleinen kezdett el közlekedni 1982-ben. 
A 3001-3100-as sorozat üzembe helyezésével elhagyták a korábbi sárga színezést. Az új GTL-ek túlnyomó részt vörös és bézs színű kocsik lettek. Ez a színösszeállítás illett azokhoz a standard buszokhoz, melyeket a Közlekedési társaság 1984 és 1988 között üzembe helyezett.

### A GTL-8-II
Az 1990-es évek elején a még mindig közlekedő 1300/2100-sorozatú PCC-kocsiknak egy nagyobb átvizsgáláson kellett volna átesniük. A Hágai Közlekedési Társaság úgy döntött, ezt a vizsgálatot nem hajtja végre. Olcsóbb volt ezeket a PCC-kocsikat az 1100-as sorozatú PCC-villamosokkal és az átépített 1001-1002-es sorozatú kocsikkal együtt új GTL-villamosokkal helyettesíteni. 
1990-ben 34 új villamost szállítottak le. A diákjegy bevezetésével együtt az utasszám annyira megugrott, hogy végül 37 kocsira volt szükség. 1991-ben még 10 GTL-villamost rendeltek meg, így az új villamosok száma 47-re ugrott, melyeket 1992-1993-ban Hágában állítottak üzembe. 
A 3000-sorozattal szemben a GTL 3100-as sorozata egy szakasszal hosszabb lett, emellett másfajta típusú ajtó került beléjük (nem csuklósajtók, hanem lengőajtók/forgóajtók). A ülések színe is más lett, kék huzatot kaptak (a 3000-esen ezek sötétbarnák voltak). Továbbá a GTL8-II automatikus fékrendszert kapott. A legnagyobb külső változás az új GTL-ek színösszeállítása volt. A vörös és bézs színű kocsik sötétkék és fehér színűre változtak (sárga ajtókkal).

## Galéria

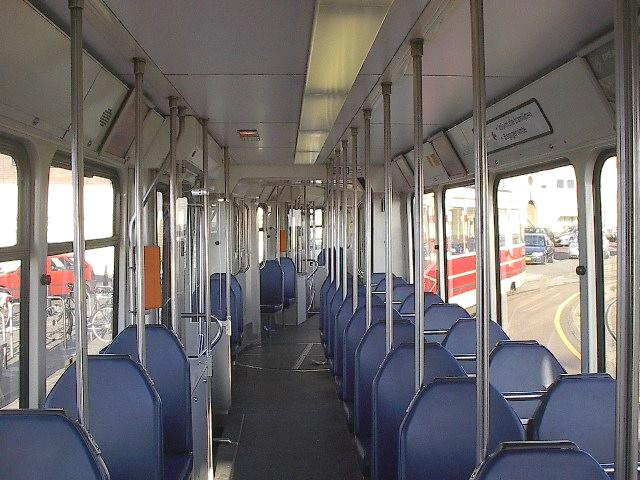
Egy GTL-8-II belseje
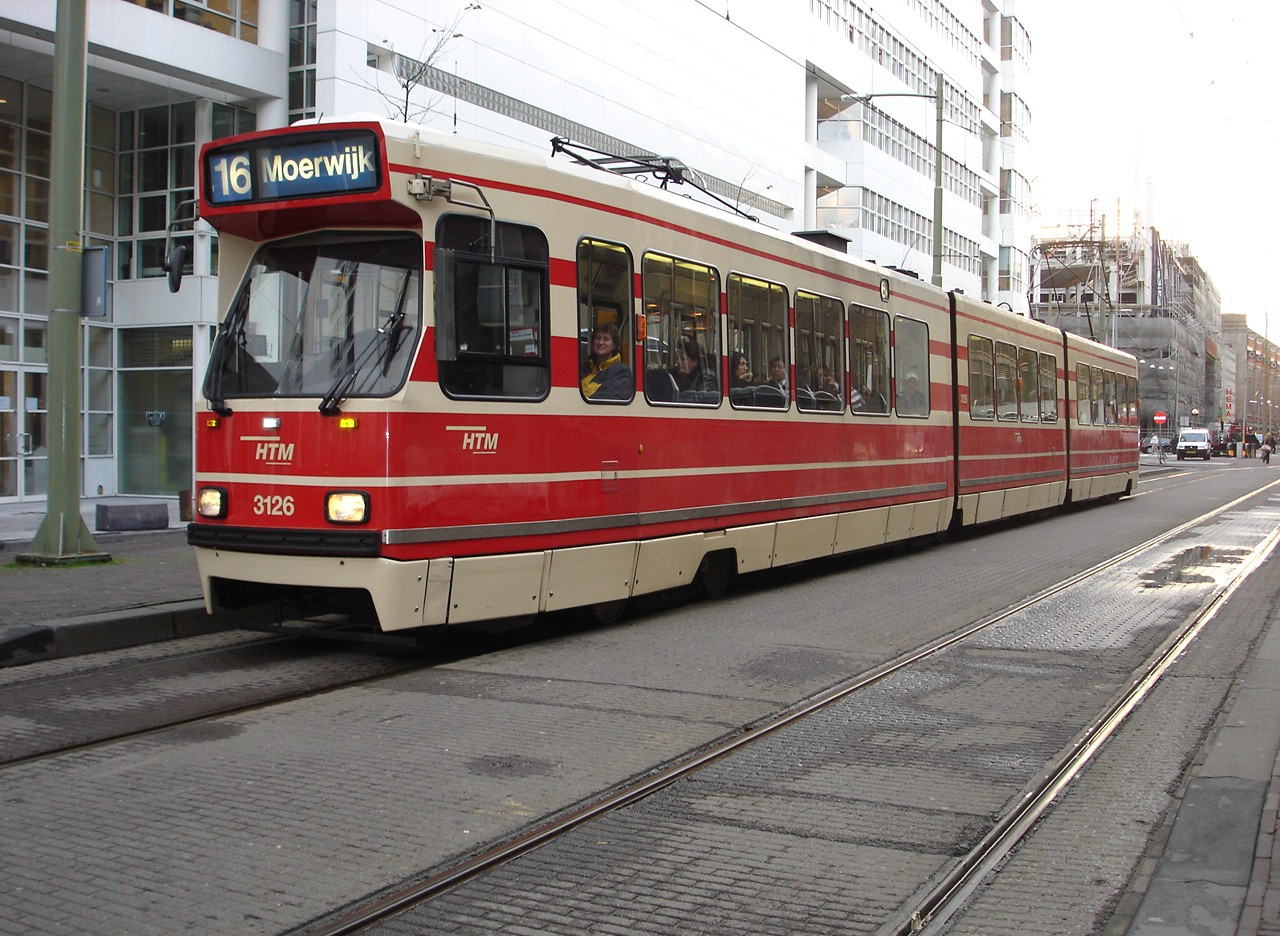
Második sorozatú (3101-3147) GTL, 16-os vonal, Kalvermarkt (2006-ban)
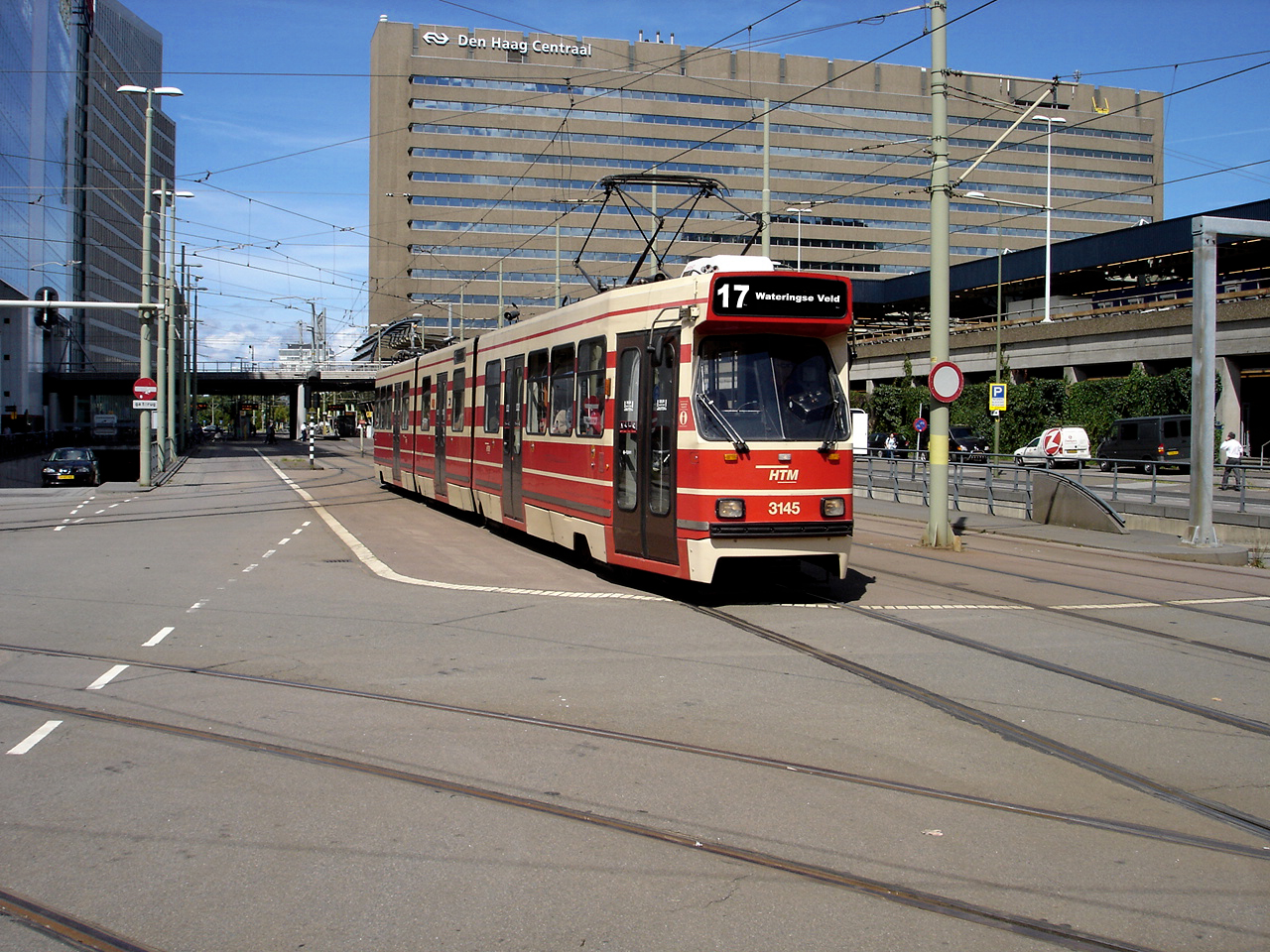
A 17-es vonal GTL-je
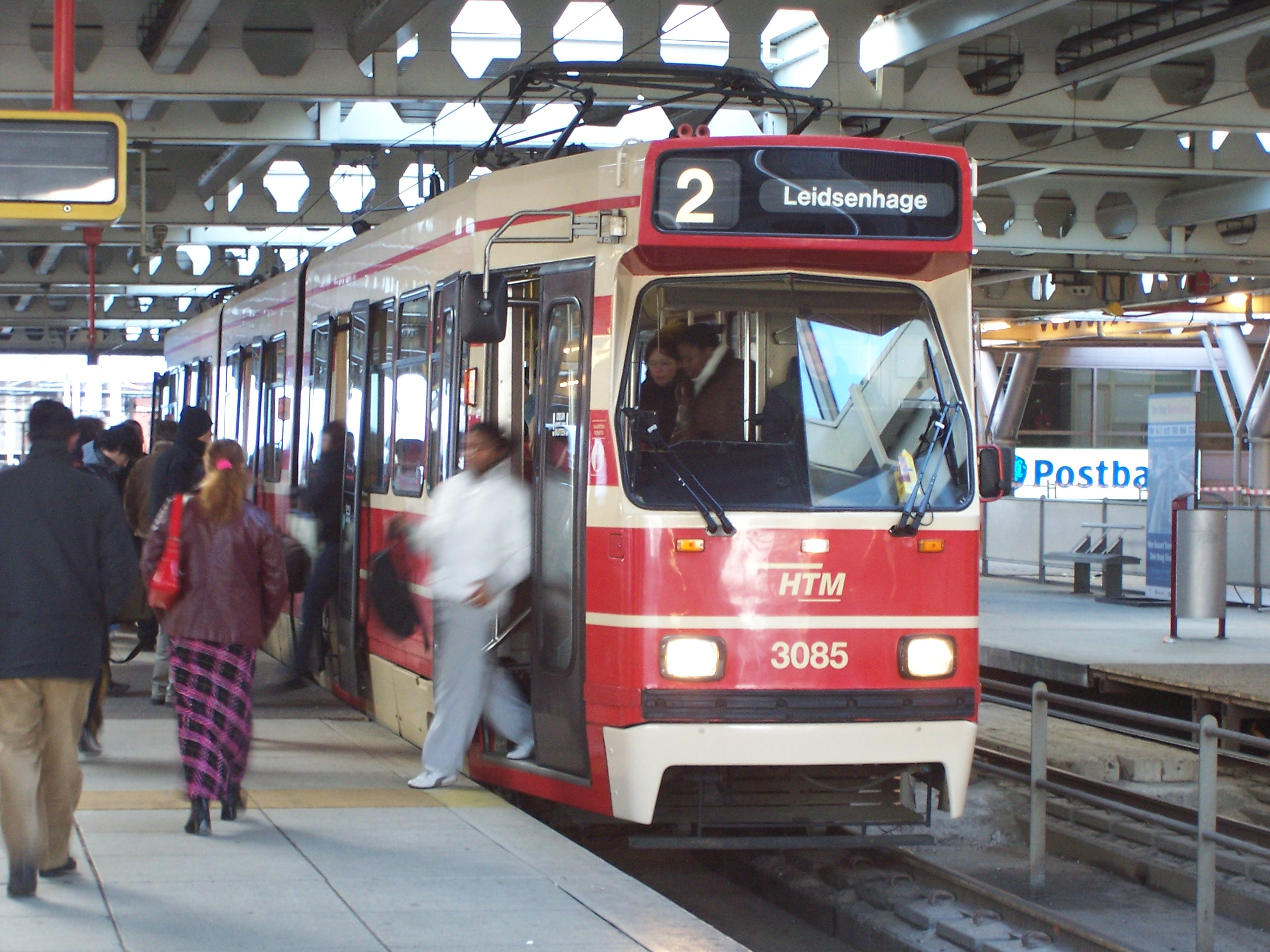
Új 3085-ös GTL
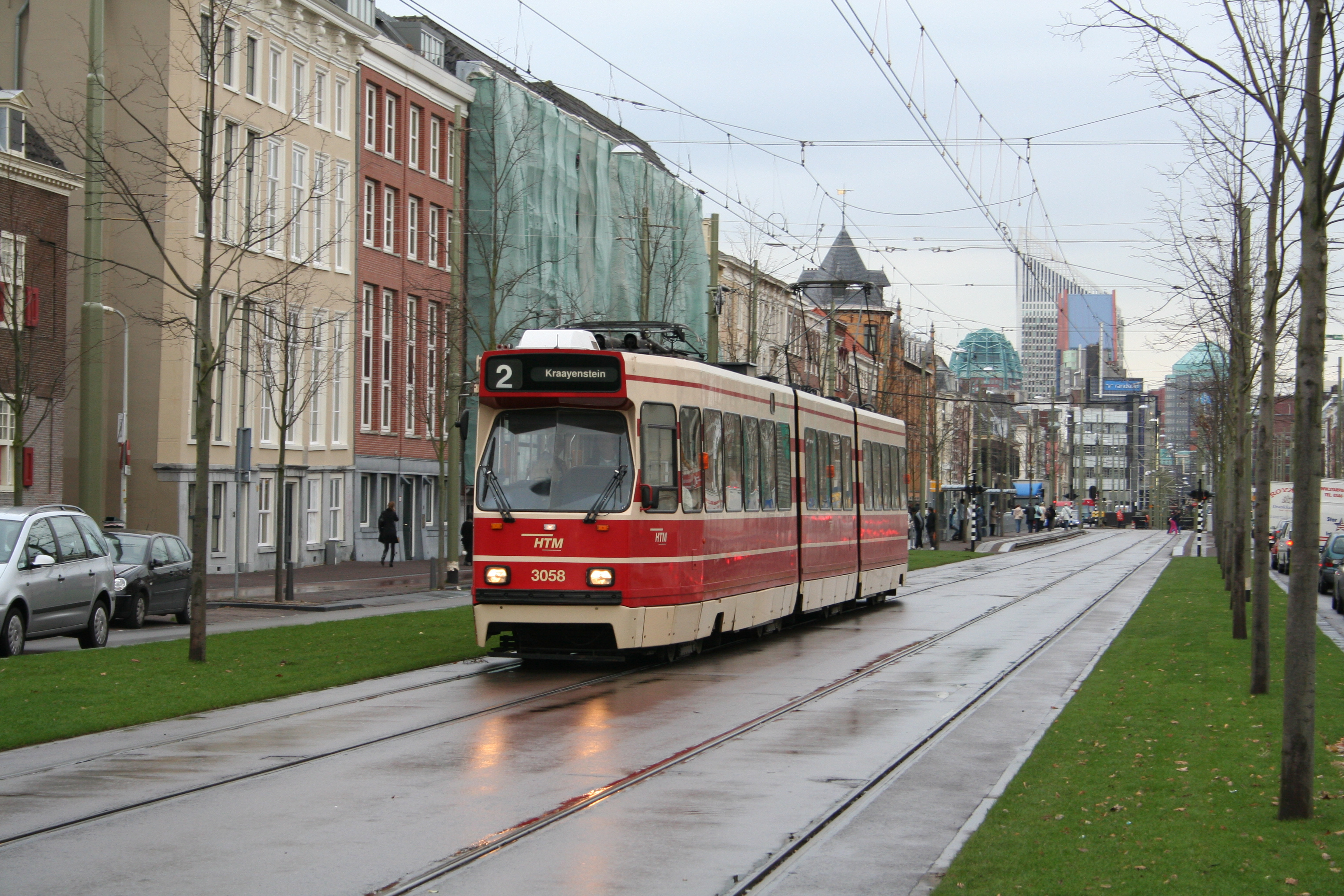
3058-as GTL
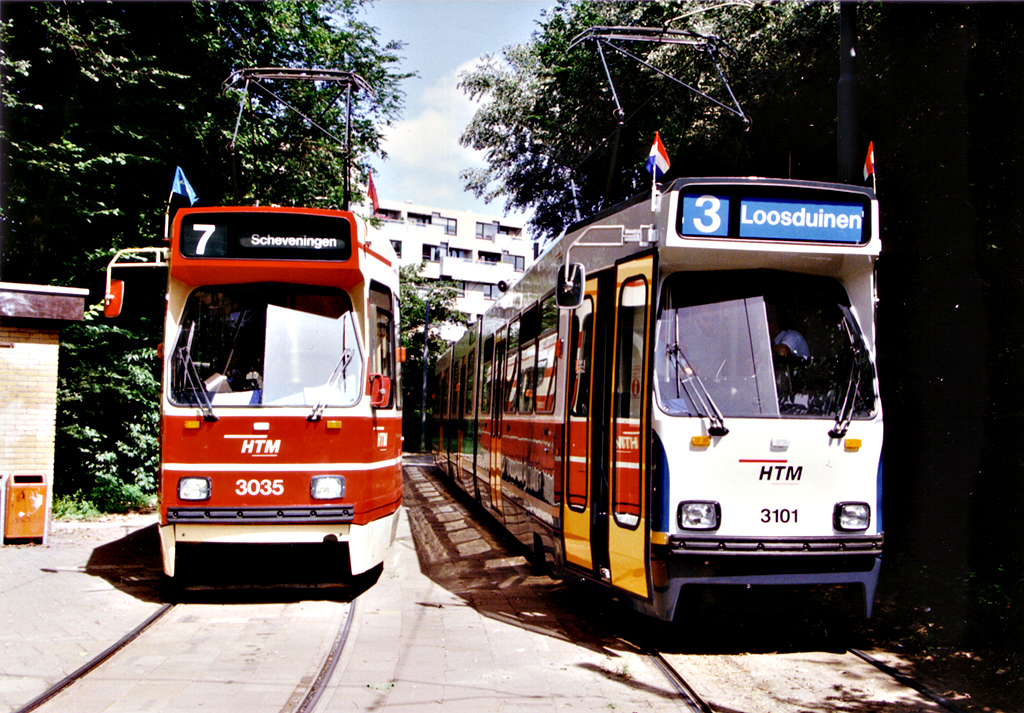
Egy 3035-ös és 3100-as sorozatú GTL
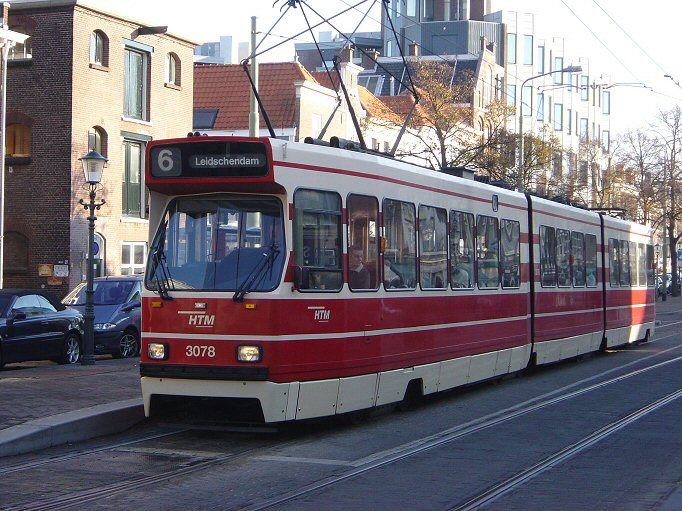
Egy 3048-as GTL

## Külső hivatkozások
- HTM Light Rail Vehicle GTL8; D.A. Borgdorff, H.D. Ploeger, HTV, Den Haag - 2000; ISBN 90-9013935-4 / Incl. bijlagen: Bibliotheken van HGA en TUDelft
- Dossier GTL-8 per Haagstramnieuws.org
- Het energieverbruik van het tramrijtuig GTL-8 van de Haagsche Tramweg Maatschappij; P.P.A. Frielink, doctoraal nr. EMV 85-13, TUEindhoven - 1985
- Compilatie choppertheorie en tractieberekeningen 1972-1978; D.A. Borgdorff, Archiefnr: 1189, Haags Gemeentearchief - (HGA - 2003)

## Fordítás
- Ez a szócikk részben vagy egészben  a   Gelede Tram Lang című holland Wikipédia-szócikk ezen változatának fordításán alapul.  Az eredeti cikk szerkesztőit annak laptörténete sorolja fel. Ez a jelzés csupán a megfogalmazás eredetét és a szerzői jogokat jelzi, nem szolgál a cikkben szereplő információk forrásmegjelöléseként.